# Nová Víska u Rokle
Nová Víska u Rokle (německy Neudörfel) je malá vesnice, část obce Rokle v okrese Chomutov. Nachází se asi 2,5 km na severovýchod od Rokle. V roce 2009 zde bylo evidováno 33 adres.
Nová Víska u Rokle leží v katastrálním území Rokle o výměře 13,57 km².

## Název
Jméno vesnice se v historických pramenech vyskytuje ve tvarech: Newdorfel (1383), prodali Novou ves (1612) a Neudörfel (1787 a 1846). Do roku 1960 se vesnice jmenovala pouze Nová Víska, ale když se sloučily historické okresy do současné podoby, ocitly se v chomutovském okrese tři vesnice se stejným jménem, a tak byl název dvou z nich rozšířen o sídlo místního národního výboru.

## Historie

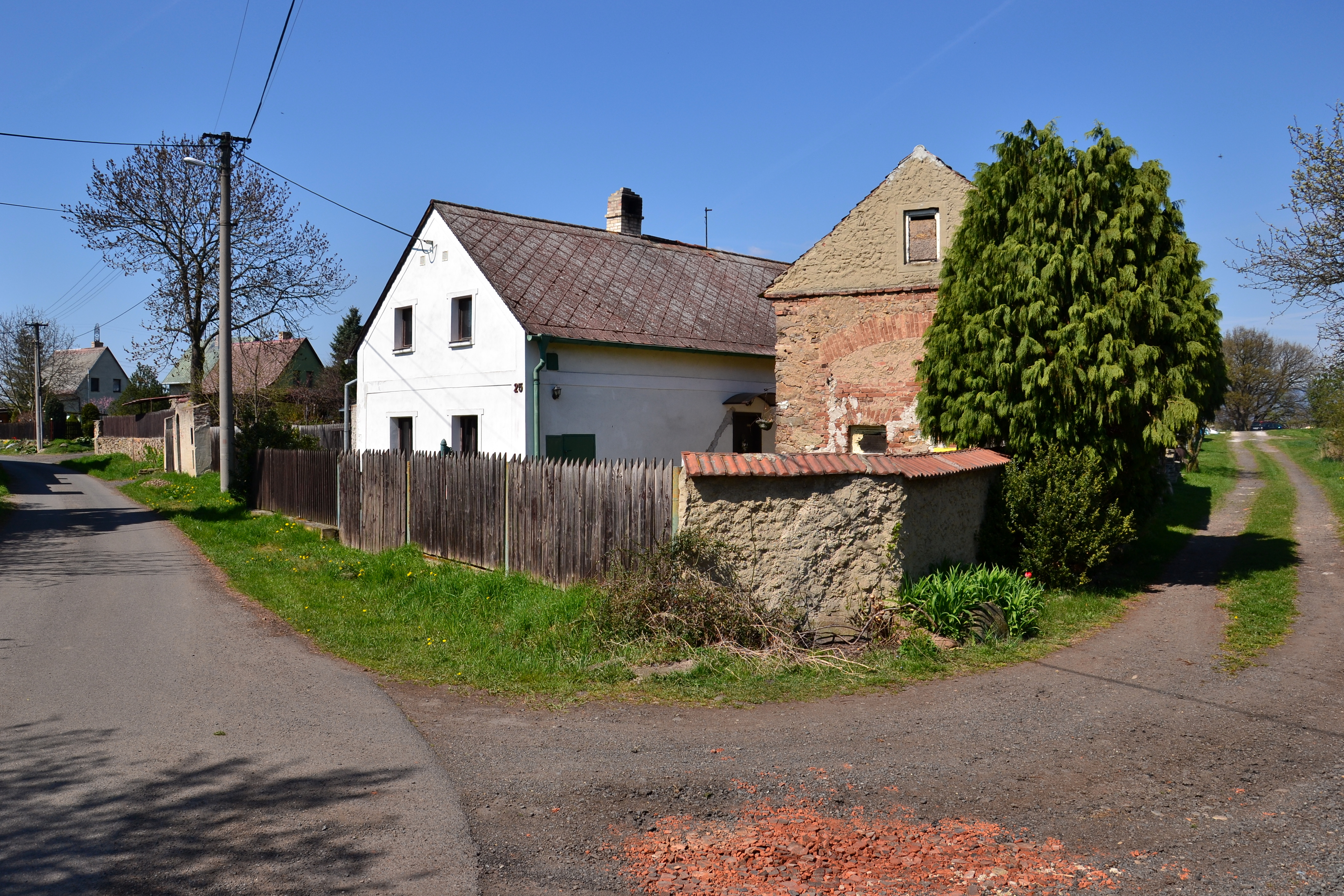
Dům na východním okraji vesnice

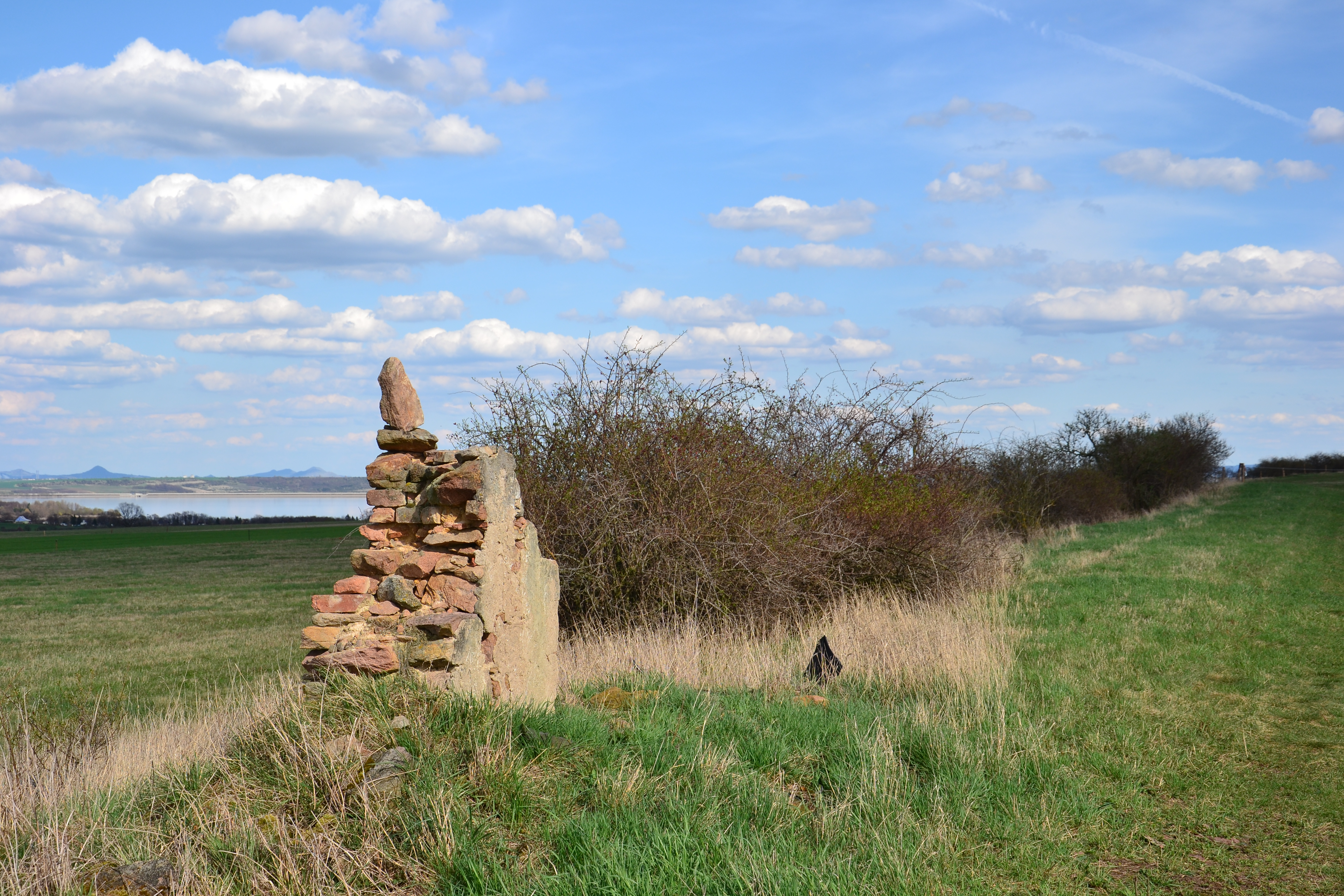
Torzo kaple v polích jižně od vesnice

První písemná zmínka z roku 1383 se nachází v listině, ve které král Václav IV. potvrzuje rozdělení dědictví po kadaňském měšťanovi Mikuláši Schortendorferovi, kterému patřila polovina vesnice. Existuje však také hypotetická zmínka z období 1195–1197, kdy kníže Jindřich Břetislav potvrdil vlastnictví vsi Neudorf a jiných blízkých vesnic waldsasskému klášteru.
Ve druhé polovině 15. století se zde vystřídala řada měšťanských majitelů. V roce 1472 ji rodina Krolaberů prodala Lorenci Leymerovi. Brzy poté ji vlastnil johanita Mathias Kraft od něj ji roku 1480 koupil Mathes Eberlin. Na přelomu 15. a 16. století ji získal Kryštof Huphauf, který se potom úspěšně soudil s kadaňskou městskou radou. Ta totiž odmítla poskytovat vsi ochranu, a přesto trvala na placení tzv. šosovného, což Huphauf odmítl. Vdova po jeho smrti prodala vesnici městu, ale ve druhé polovině 16. století ji získali Šanovci ze Šanova a připojili ji ke svému hořenickému panství. V roce 1612 prodali bratři Kryštof a Jáchym vesnici Oldřichu Hrobčickému z Hrobčic, který sídlil v Pětipsech, za 6 109 kop míšeňských. Ten zemřel bez dědiců a majetek připadla jako odúmrť panovníkovi. Královská komora potom v roce 1630 Pětipsy i s Novou Vískou prodala hraběti Kryštofu Thunovi a od té doby byla součástí kláštereckého panství.
Zpráva o krupobití z roku 1899 zmiňuje chmelnici a povodeň o dva roky později poškodila jez s mlýnem na Úhošťanském potoce. Od roku 1907 ve vsi působili dobrovolní hasiči a v roce 1917 byla zavedena elektřina.
Po zrušení poddanství byla Nová Víska součástí obce Poláky. Při sčítání lidu v roce 1950 byla přičleněna k Hradci, který tehdy byl samostatnou obcí, ale od sčítání v roce 1961 je i s Hradcem místní částí Rokle.

## Přírodní podmínky
Nová Víska u Rokle leží v mírném svahu, který se svažuje směrem k severu do údolí Ohře, která asi 500 m východně od vesnice vtéká do Nechranic. Od Hradce ji odděluje nízké návrší s nadmořskou výškou 324 metrů. Místní podloží je tvořené prekambrickými granulity. Geomorfologicky je okolí Nové Vísky součástí Krušnohorské soustavy, přesněji patří do Podkrušnohorské oblasti, celku Mostecká pánev, podcelku Žatecká pánev a okrsku Čeradická plošina. Z půdních typů převažují regozemě a v oblasti mezi vesnicí a Nechranickou přehradou tvoří půdní pokryv antropozem haldová. Na severu katastrální území ohraničuje řeka Ohře, do které se severně od vsi vlévá Úhošťanský potok.

## Obyvatelstvo
V roce 1921 měla Nová Víska 129 obyvatel, z nichž bylo 66 mužů. Všichni byli německé národnosti a kromě dvou evangelíků se hlásili k římskokatolické církvi. Při sčítání lidu v roce 1930 zde žilo 126 obyvatel, z toho třináct československé národnosti a 111 německé. Všichni byly římskými katolíky.
|                                                                     | 1869 | 1880 | 1890 | 1900 | 1910 | 1921 | 1930 | 1950 | 1961 | 1970 | 1980 | 1991 | 2001 | 2011 | 2021 |
| ------------------------------------------------------------------- | ---- | ---- | ---- | ---- | ---- | ---- | ---- | ---- | ---- | ---- | ---- | ---- | ---- | ---- | ---- |
| Obyvatelé                                                           | 171  | 146  | 123  | 147  | 142  | 129  | 126  | 53   | 47   | 16   | 10   | 4    | 21   | 32   | 47   |
| Domy                                                                | 26   | 27   | 27   | 27   | 25   | 25   | 25   | 20   | —    | 5    | 4    | 7    | 14   | 15   | 20   |
| Počet domů z roku 1961 je zahrnut v celkovém počtu domů obce Rokle. |      |      |      |      |      |      |      |      |      |      |      |      |      |      |      |

## Hospodářství a doprava
Do vesnice vede z Rokle silnice III. třídy č. 22426, která tu končí. Veřejná doprava sem nezajíždí. Jihozápadně od obce pod Rozvodnou Hradec u Kadaně probíhá železniční trať Kadaň – Vilémov u Kadaně. Nejbližší zastávka je u Hradce, ovšem pravidelný provoz osobní dopravy byl na trati zrušen, dopravu provozuje společnost Doupovská dráha.

## Pamětihodnosti

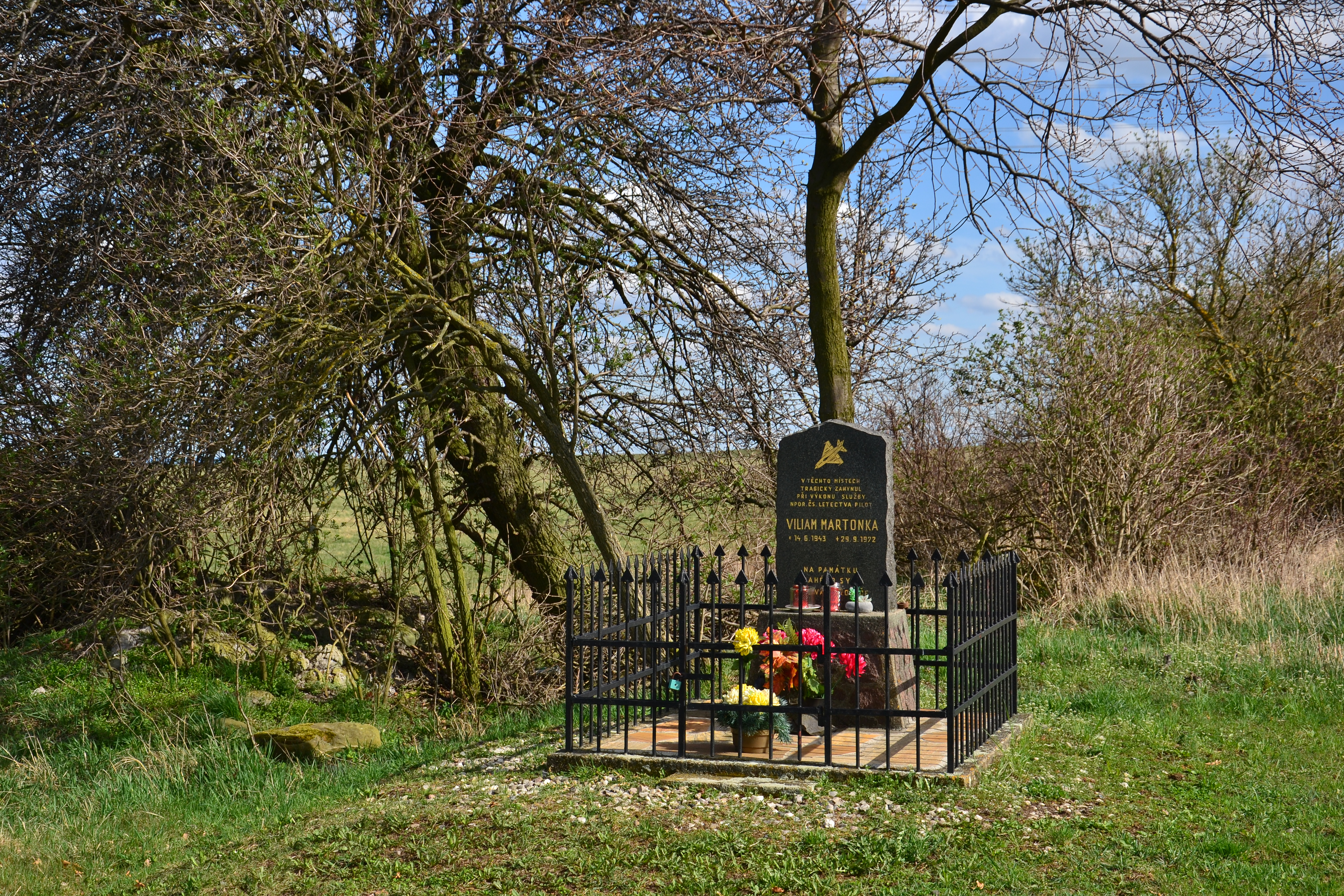
Pomník letecké nehody

Ve vesnici stála kaple svaté Markéty zbořená někdy po roce 1945. Výklenková kaple, opravená v roce 2016, stojí na východním okraji u staré cesty do zaniklé vesnice Dolany. Druhá taková, v současnosti už v troskách, stávala jižně od obce při cestě z Hradce do Hořenic. Nedaleko ní je pomníček letecké nehody stroje MiG-21PF z 29. září 1972, při níž zahynul poručík Viliam Martonka.
Severozápadně od obce na ostrohu mezi Úhošťanským potokem a řekou Ohří se nachází archeologickými nálezy doložené slovanské hradiště Hradec, zvané také Na pokladě. Je chráněno jako kulturní památka.